# ナクソス (シチリア島)
ナクソス（ギリシャ語: Νάξος）は、紀元前735年に建設されたシケリア（シチリア）最古のギリシア植民都市で、東岸のカタナ（現在のカターニア）とザンクル（現在のメッシーナ）の中間に位置する。アケシネス川（現在のアルカンタラ川）の河口と、北方の大きな丘の間の低い岬の上に建設された。紀元前403年にディオニュシオス1世に破壊されたが、後に丘の上にタウロメニオン（現在のタオルミーナ）が建設され、その後継都市とみなされた。

## 歴史
古代の歴史家はナクソスがシケリアにおけるギリシアのもっとも古い植民都市であると一致して述べている。その設立は紀元前735年であり、シュラクサイ（現在のシラクサ）よりも古い。エウボイア島のカルキス（現在のハルキス）からの移住者と、歴史家エポロス（紀元前400年 - 紀元前330年）によればある程度の数のイオニア人によって建設された。エポロスはまたアテナイ生まれのテオクレスまたはスクレスという指導者がナクソスを建設したと述べている。しかしトゥキディデスの話はこれとは異なり、ナクソスはカルキス人が単独で建設したとしており、後にはこの説が信じられるようになったようである。シケリア最古のギリシア植民都市としてのナクソスの記憶は、街の外にアポローン・アルケゲーテスの祭壇への奉納によって維持されていた。この神の加護の下に市民達は航海し、聖なる使命をもった使節がギリシアに旅立つ、あるいはギリシアから帰ってくるときには、祭壇に犠牲を捧げることになっていた（この風習はナクソスが破壊されてからも長い間続けられていた）。歴史家がナクソスの名前の語源をほのめかしていないのは奇妙ではあるが、レスボスのヘラニクス（en、紀元前5世紀後半のロゴグラポス）が言うように、最初の植民者の中にナクソス島出身者が含まれていたためであることは、ほとんど疑いはない。
ナクソスはギリシア本土から新たな移住者を受け入れ、設立から6年後の紀元前730年にはナクソスを母都市とする新しい植民都市であるレオンティノイ（現在のレンティーニ）が建設され、続いてカタナが建設された。テオクレス自身がレオンティノイに移住しその建設者と認識されており、おそらくカルキス人であるエウアルカスがカタナの建設者とされている。ストラボンとスキムヌス（en）は、ザンクルもまたナクソスが建設した植民都市であるとしているが、トゥキディデスはこの説を言及していない。しかしザンクルがカルキス人の植民地であることは明らかであり、本国からだけでなくナクソスからも移住が行われたのであろう。カリポリスと言う立地不明で比較的早い時期に消滅した都市もナクソスの植民都市であった。この繁栄にもかかわらず、ナクソスの初期の歴史に関してはほとんど知られていない；歴史に残る最初の事件は街が被った災難であるが、ナクソスはこれを持ちこたえている。ヘロドトスによると、ナクソスは紀元前498年から紀元前491年にかけてゲラ（現在のジェーラ）の僭主ヒポクラテス（en）に攻め落とされたいくつかの都市の一つであり、ナクソスは永久にその隷属都市とされた。ゲロンが僭主の座を引継ぎ、さらにはその根拠をシュラクサイに移した後は、ナクソスはシュラクサイに従属したと思われ、紀元前476年にはゲロンの弟ヒエロン1世に従属していたことが分かっている。このとき、ヒエロンは自身の勢力を拡大しており、ナクソスとカタナの住民をレオンティノイに強制移住させ、ドーリア人を新たに植民させた。ヒエロンの死後、シケリアには民主政が復活するが、この期間のナクソスに関する記録はない。しかし、カタナに旧住民が戻っていることから、ナクソスも同様であったことは疑い無く、続いてカルキス人の3つの植民都市、ナクソス、レオンティノイ、およびカタナが友好関係にあり、同盟してドーリア人の都市であるシュラクサイに対抗していたことが判明している。紀元前427年、レオンティノイがシュラクサイから圧迫された際に、ハルキス人都市はこれを全力で支援し；同年にラケスとカロエデスが率いる20隻のアテナイ艦隊がシュラクサイに対抗するためにシケリアに遠征してきた際には、ナクソスは直ちにこれと同盟した。メッセネ（紀元前5世紀初頭にザンクルから改称）に対する敵意からと思われるが、対岸のレギオン（現在のレッジョ・ディ・カラブリア）もアテナイとの同盟に加わった。この敵意が続いている紀元前425年、メッセネは突然に海陸からナクソスを攻撃した。ナクソスはこれを撃退し、メッセネ軍に大きな損害を与えた。
アテナイの本格的なシケリア遠征（紀元前415年）の際には、レギオンとカタナが一歩引いた姿勢を見せたのに対して、ナクソスは当初より同盟関係を結び、補給を提供するだけでなく、兵士を街に受け入れた。このため、アテナイ艦隊が海峡を渡って最初に入港したのはナクソスであった。トゥキディデスによると、遠征の後半においては、シケリアのギリシア都市の中では、ナクソスとカタナのみがアテネイ側についていた。アテナイの遠征が失敗に終わると、カルキス人の都市は当然ながらシュラクサイから敵視されることとなった；しかし紀元前409年にカルタゴがシケリアに遠征軍を送ったことにより、この敵意は一時的に消失した。カルタゴ支配地域から遠い東海岸に立地していたため、ナクソスはアクラガス、ゲラ、カマリナ（現在のラグーザ県ヴィットーリアのスコグリッティ地区）が被った被害を受けずにすんだが、この幸運は長くは続かなかった。紀元前403年にシュラクサイの僭主ディオニュシオス1世は、カルタゴおよび他のシケリア都市に対抗できる軍事力を回復したと判断し、カルキス人都市に対して軍事行動を開始した。ナクソスの将軍プロクレスの裏切りによりディオニュシオスはナクソスの支配者となり、市民全員を奴隷として売り払い、城壁も建物も破壊し、その領土は近隣のシケル人に与えられた。
このとき以降、ナクソスが再建されなかったのは明らかであるが、実際に何が起こったのかを追うのは容易ではない。しかしながら、ナクソスの地を与えられたシケル人は、ナクソスの地ではなく、すぐ北にあるタウロス山の中腹の丘に新しい都市を建設した。紀元前397年にメッセネの戦いに勝利したカルタゴは、この都市を強化し、都市はタウロメニオンと呼ばれるようになった。シケル人はその後数年間この拠点を維持していたが、紀元前392年にカルタゴがディオニュシオスと講和すると、翌年にディオニュシオスはタウロメニオンを攻撃し、シケル人を追放した。他方、ナクソスとカタナからの追放者や脱走者は、このようなケースではよくあることであるが、可能な限り固まって生活していた。紀元前394年、レギオンはこれらの難民をミュラエ（現在のミラッツォ）に入植させようとしたが、メッセネ人に追放されて失敗した。その後は、カルキス人の末裔はシケリアの各地に散らばっていった。紀元前358年、歴史家ティマイオス（en）の父であるアンドロマコス（en）は、再びナクソスの難民を集め、タウロメニオンの丘にギリシア人植民都市を建設した。このギリシア人都市がナクソスの後継都市となった。このため、大プリニウスはタウロメニオンはかつてはナクソスと呼ばれていたと述べているが、これは完全に正確な訳ではない。幸運なことに、この都市の重要性は直ぐに増していった。かつてのナクソスの場所に人が住むことはなかったが、アポロ・アルケゲテスの神殿は存続し、紀元前36年に発生したオクタウィアヌスとセクストゥス・ポンペイウスの戦争においても、この神殿に言及した記述がある。

## 位置
ナクソスは現在の行政区分では、メッシーナ県のコムーネであるジャルディーニ＝ナクソスに位置している。古代都市の遺跡は何もないが、その範囲は明確に特定することができる。古代の溶岩が冷えて出来た、低い火山岩の岬（現在はSchisò岬と呼ばれている）の上を占めており、シチリアのこの地域では最も大きな川であるアルカンタラ川（en）のすぐ北側にあたる。岬の北側の小さな湾は良好な停泊先であり、また現在もタオルミーナが立地する高く広い丘の麓となっている。しかしナクソスの建設された場所は、自然の利点を活かしたものではなかった。

## コイン

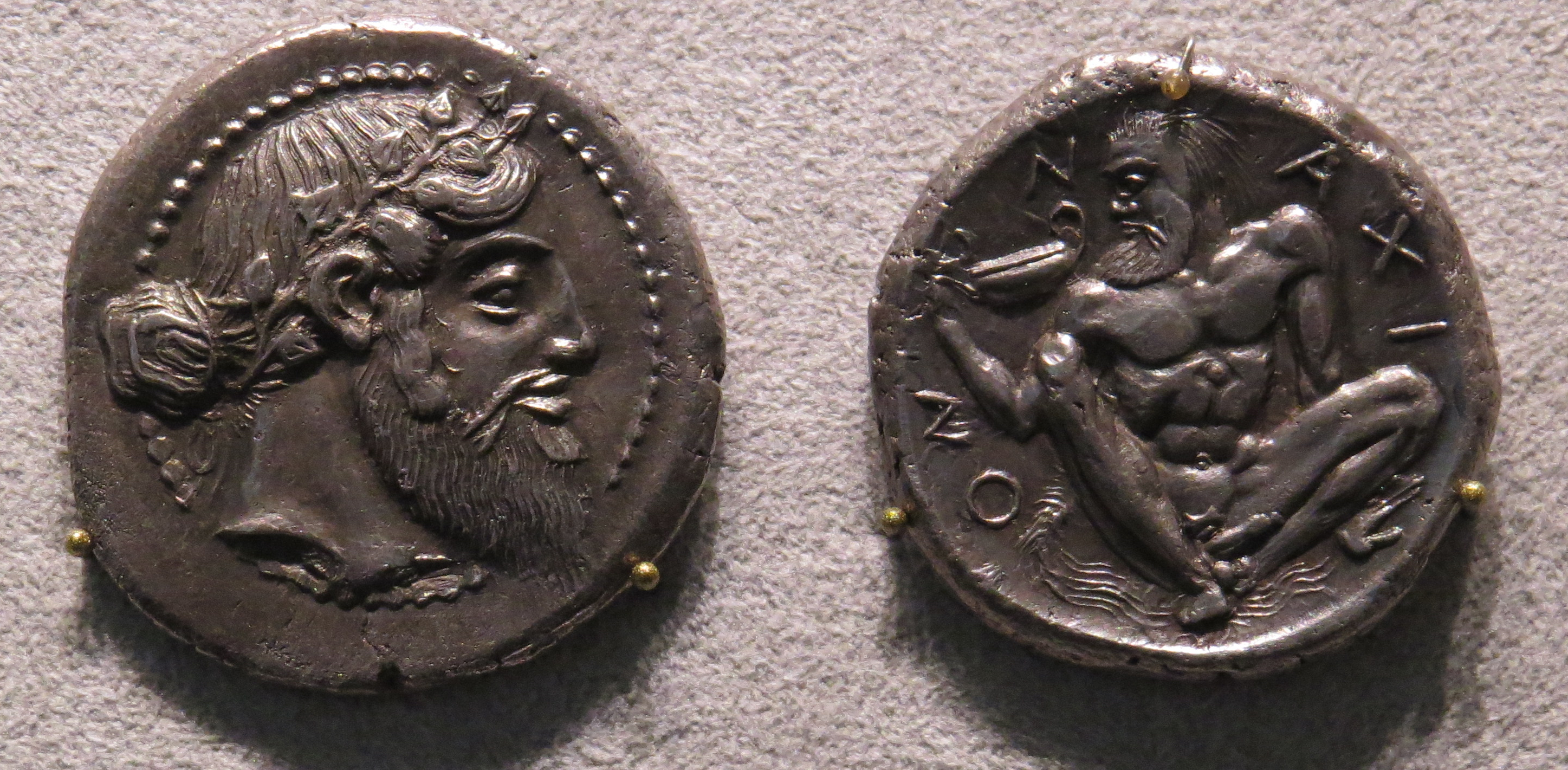
紀元前5世紀にナクソスで鋳造された4ドラクマ銀貨
•	表：後期アルカイック形式のディオニュシオス1世の横顔
•	裏: カンタロスを持つサテュロス

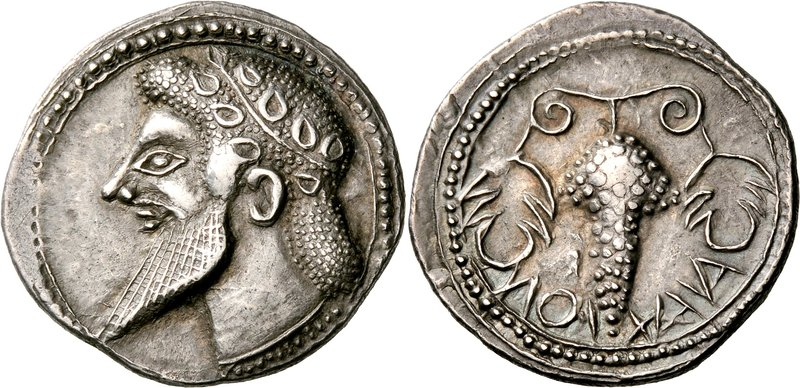
紀元前5世紀にナクソスで鋳造されたドラクマ銀貨
•	表：尖った顎鬚を持つ後期アルカイック形式のディオニュシオス1世の横顔
•	裏: ブドウと葉

発見されているナクソスのコインは極めて質が良く、ほとんどが紀元前460年から紀元前403年に鋳造されたものであり、ナクソスが最も発展していた時代のものと思われる。